# Schizembia colombiana
Schizembia colombiana är en insektsart som beskrevs av Ross 2003. Schizembia colombiana ingår i släktet Schizembia och familjen Anisembiidae. Inga underarter finns listade.